# Exochus pulchripes
Exochus pulchripes är en stekelart som beskrevs av Cresson 1868. Exochus pulchripes ingår i släktet Exochus och familjen brokparasitsteklar. Inga underarter finns listade i Catalogue of Life.